# Næringsstof (fødemiddel)
 For alternative betydninger, se Næringsstof. (Se også artikler, som begynder med Næringsstof)
Et næringsstof er et hvilket som helst stof, som ved indtagelse bidrager til en organismes metabolisme, funktion eller vækst.
Der findes seks forskellige slags næringsstoffer, klassificeret som de, der giver energi til organismen og de, som på anden måde bidrager til, at de metaboliske processer i organismen kan forløbe. Nogle næringsstoffer kan ikke syntetiseres i organismen, og må derfor tilføres via føde, som indeholder de givne essentielle næringsstoffer.
De seks næringsstoffer grupperet i to grupper:
- Stoffer som giver energi
  - Kulhydrater er stoffer af sukkerenheder. Kulhydrater klassificeres efter antallet af sukkerenheder: monosakkarider (som f.eks. glucose og fruktose), disakkarider (som f.eks. sukrose og laktose), oligosakkarider og polysakkarider (som f.eks. stivelse, glykogen, og cellulose).
  - Proteiner er organiske forbindelser, som består af aminosyrer som er forbundet via peptidbindinger. Nogle aminosyrer kan ikke dannes i kroppen (de essentielle aminosyrer). Disse må indtages igennem kosten. Proteiner nedbrydes ved fordøjelsen til frie aminosyrer.
  - Fedt er en kemisk forbindelse af et glycerin molekyle og tre fedtsyrekæder. Fedtsyrer er uforgrenede kulstofkæder, som indeholder enkeltbindinger (mættede fedtsyrer) eller både enkelt-og dobbeltbindinger (umættede fedtsyrer). Fedt er nødvendigt for cellernes funktion som isolerende materiale og til vedligeholdelse af hud og hår. Kroppen kan ikke selv lave alle former for fedtsyrer, og nogle (de essentielle fedtsyrer) må indtages gennem kosten.
- Stoffer som understøtter metabolismen
  - Mineraler er typisk sporstoffer, salte eller ioner som kobber og jern. Disse mineraler er essentielle for menneskets stofskifte.
  - Vitaminer er organiske forbindelser, som er essentielle for kroppen. De fungerer ofte som coenzymer for kroppens forskellige proteiner.
  - Vand er et essentielt næringsstof og direkte involveret i stort set alle kemiske reaktioner i kroppen.

## Supplerende om stoffer som giver energi
Fedt har en fysiologisk brændværdi på 37 kJ/g (9 kcal/g), mens værdien er ca. det halve for proteiner og kulhydrater: 17kJ/g (4 kcal/g) og for ætanol (i daglig tale alkohol) 29kJ/g (7 kcal/g). Den fysiologiske brændværdi er lavere en stoffernes totale kemiske energi, da der er kompenseret for ufuldstændig fordøjelse i den menneskelige organisme.

## Eksterne links
- Top 10 liste over madvare med højest indhold af diverse næringsstoffer